# Orochelidon murina
- Commons
- Wikispecies

Orochelidon murina é uma espécie de ave da família das andorinhas (Hirundinidae).
Pode ser encontrada nos seguintes países: Bolívia, Colômbia, Equador, Peru e Venezuela.
Os seus habitats naturais são: matagal tropical ou subtropical de alta altitude, campos de altitude subtropicais ou tropicais e pastagens.